# Johan Lilliemarck
Johan Lilliemarck, tidigare Stigzelius, född 9 mars 1655 i Uppsala, död 17 maj 1731, var en svensk ämbetsman.

## Biografi
Johan Lilliemarck föddes 1655 i Uppsala. Han var son till ärkebiskopen Laurentius Stigzelius i Uppsala stift och Christina Burea. Lilliemarck blev 14 december 1663 student vid Uppsala universitet och adlades 29 september 1675 till Lilliemarck, jämte sina syskon för faderns förtjänster. Ätten introducerades 1678 i Sveriges Riddarhus som nummer 886. Han blev 15 oktober 1679 auskultant i Svea hovrätt, 5 juli 1687 häradshövding i [[Danderyds, Sollentuna, Sotholm, Svartlösa, Öknebo, Vallentuna, och Seminghundra härad/skeppslag domsaga med
Danderyds skeppslags tingslag]] och 17 juni 1693 assessor i Svea hovrätt. Lilliemarck blev 1694 ledamot i Skogskommissionen i Södra Uppland och blev 23 april 1719 hovrättsråd i Svea hovrätt. Han avled 1731.

### Egendom
Lilliemarck ägde Örby i Lagga socken och Öster-Valby i Rasbo socken.

### Familj
Lilliemarck gifte sig 18 juli 1686 på Hylinge i Västra Husby socken med Christina Beata Appelgren (1667–1754), dotter till presidenten Nils Appelgren och Catharina Gyldenklou. De fick tillsammans barnen Christina Lilliemarck (1686–1770) som var gift med lagmannen Johan von Scheffer, Johanna Catharina Lilliemarck, Lars Lilliemarck, Catharina Maria Lilliemarck, Anna Beata Lilliemarck (född 1691), Elsa Christina Lilliemarck (1693–1694), Anna Brita Lilliemarck (född 1694), Catharina Lilliemarck (född 1695), Nils Lilliemarck (född 1697), löjtnanten Johan Lilliemarck (1699–1751), föraren Andreas Lilliemarck (född 1700), Anna Beata Lilliemarck (1703–1778) som var gift med majoren Daniel Pfeiff, Maria Lilliemarck (1704–1709), Lars Lilliemarck (1705–1709) och Elsa Christina Lilliemarck (1708–1799) som var gift med kaptenen Carl Olof Rudbeck.